# Voisin Triplane
Il VoisinTriplane  fu un aereo da bombardamento  quadrimotore triplano sviluppato in Francia dalla nella seconda metà degli anni dieci del XX secolo e rimasto allo stadio di prototipo.

## Storia del progetto
Nel 1915 il governo francese ordinò ai produttori di aerei di sviluppare e costruire propri bombardieri pesanti, analoghi a quelli sviluppati dai tedeschi, in grado di attaccare il centro industriale di Essen. In quello stesso anno Gabriel Voisin e il suo ufficio tecnico costruirono, in sole cinque settimane, un grande triplano, propulso da quattro motori Salmson da 270 CV intallati in tandem. Il Voisin Triplane fu il primo quadrimotore costruito in Francia. I collaudi dell'aereo iniziarono nel 1915 con Joseph Frantz come pilota collaudatore. Il velivolo aveva un'apertura alare 38 m, una lunghezza 23,80 m, un'altezza 5,42 m e una superficie alare di 200 mq. Il peso a vuoto era di 4.500 kg, mentre quello a pieno carico di 6.500 kg. La velocità massima arrivava a 140 km/h a 2.000 m, la salita a 2.000 m avveniva in 20 min, mentre l'autonomia era 420 km (3 ore). La fusoliera aveva una cabina di pilotaggio parzialmente chiusa per i piloti. Un'enorme trave rettangolare si estendeva da appena dietro la cabina di pilotaggio attraverso la parte anteriore delle ali centrale e superiore. Questa struttura conteneva i radiatori per tutti e quattro i motori. Una seconda trave triangolare collegava l'ala superiore al timone. Il carrello di atterraggio era costituito da tre ruote in tandem sotto l'ala inferiore. Un'enorme ruota anteriore era semi-incassata nel muso per impedire all'aereo di ribaltarsi durante l'atterraggio. Le tre ali erano supportate da una complessa serie di montanti. Gli alettoni erano posizionati sulle ali centrali e superiori ed erano controllati da due ruote concentriche all'interno della cabina. La ruota esterna controllava gli alettoni sull'ala superiore; la ruota interna controllava gli alettoni sull'ala centrale. Questi ultimi venivano utilizzati solo per compensare il volo asimmetrico dovuto a un guasto del motore. L'esteso rinforzo in fili e montanti contribuiva alla sua bassa velocità. Erano previste due postazioni difensive per le mitragliatrici, una sul muso e la seconda dietro il bordo d'uscita delle ali, che sparavano verso il basso attraverso un'apertura nella fusoliera.
Il bombardiere, denominato "J.Benoist -L.Mijduant" fu presentato alle autorità militari il 15 agosto 1915. Durante i collaudi, il velivolo raggiunse una velocità massima di 140 km/h, mentre la sua autonomia pratica fu di soli 420 chilometri, il che non consentiva in alcun modo bombardamenti dietro le linee tedesche. Anche gli altri due bombardieri presentati alla competizione non impressionarono i militari e la richiesta per un bombardiere pesante fu annullata. Il Voisin Triplane venne smontato e i suoi pezzi di ricambio rimasero per in giacenza per quasi un anno, quando le ali vennero utilizzate sul successivo modello Voisin E.28 Triplane del 1916.